# روبرت بالمر (فنان)
روبرت بالمر (بالإنجليزية: Robert Palmer)‏ (و. 1949 – 2003 م) هو موسيقي، ومغن مؤلف من المملكة المتحدة، والولايات المتحدة، توفي في باريس، عن عمر يناهز 54 عاماً، بسبب نوبة قلبية.

## روابط خارجية
- روبرت بالمر على موقع IMDb (الإنجليزية)
- روبرت بالمر على موقع ميوزك برينز (الإنجليزية)
- روبرت بالمر على موقع إن إن دي بي (الإنجليزية)
- روبرت بالمر على موقع أول ميوزيك (الإنجليزية)
- روبرت بالمر على موقع ديسكوغز (الإنجليزية)
- روبرت بالمر على موقع قاعدة بيانات الفيلم (الإنجليزية)